# Kościół św. Jana z Dukli w Dobiercicach
Kościół św. Jana z Dukli – rzymskokatolicki kościół filialny, znajdujący się we wsi Dobiercice, należący do parafii Nawiedzenia Najświętszej Maryi Panny w Łowkowicach w dekanacie Kluczbork, diecezji opolskiej. Świątynia jest zarejestrowana jako zabytek pod numerem A-50/2007 z dnia 13 lutego 2007 roku w Narodowym Instytucie Dziedzictwa.

## Historia i architektura
Kościół zbudowany został w 1861 roku, w miejscu istniejącego od 1691 roku kościoła o konstrukcji drewnianej. Świątynia jest murowana, bazylikowa, w stylu neoromańskim.
Na wieży wisi jeden dzwon, odlany w 1911 roku przez Alberta Geittnera.